# Sangre de Cristo (Donatello)
La luneta de la Sangre de Cristo es una obra atribuida a Donatello conservada en la iglesia de la Santa Flora y Lucilla  de Torrita di Siena. La datación es controvertida y oscila entre los años 1430, periodo de las mejores obras en stiacciato del escultor, y los años 1457-1459 cuando el artista ya anciano trabajó en Siena. Esta realizada en mármol y tiene unas medidas de 39,8x67 cm.
La obra muestra una iconografía rara, en la cual Cristo resucitado es reconducido al momento de la Pasión, ya que del costado está vertiendo su propia sangre en un recipiente sujetado por un ángel. Otros ángeles vuelan a su alrededor recordando un esquema compositivo en forma de ''almendra" similar al del panel de la Asunción de la Virgen situado sobre el sepulcro del cardenal Rainaldo Brancaccio en la iglesia de Sant'Angelo a Nilo en Nápoles.
- Datos: Q3948402